# Bulla Regia
Bulla Regia is een archeologische site in Noord-West Tunesië, een vijftal kilometer noordwaarts van Jendouba. Het was een rijke stad die achtereenvolgens bestuurd werd door Berbers, Feniciërs, Romeinen en Byzantijnen. Ze was de hoofdstad van de Numidische koning Massinissa (vandaar: Regia) en kreeg onder keizer Hadrianus de status van kolonie. Vanaf de zesde eeuw begon een geleidelijke neergang, die er uiteindelijk toe leidde dat de stad verlaten werd. De laatste vondsten dateren uit de 10e eeuw. Bulla Regia raakte met zand overdekt en is daardoor uitzonderlijk goed bewaard. De gebouwen zijn bezaaid met mozaïeken, waarvan er vele werden overgebracht naar het Bardomuseum. In de stad ontstond een unieke bouwstijl, waarbij de huizen een ondergrondse verdieping kregen om comfortabel te kunnen leven tijdens de hete zomermaanden.

## Voornaamste monumenten
- Huis van de Jacht
- Thermen van Julia Memmia
- Theater
- Isistempel
- Tempel van Apollo
- Huis van Amphitrite
- Forum
- Christelijke basiliek

Naast de site is ook een klein museum.

## Bronnen

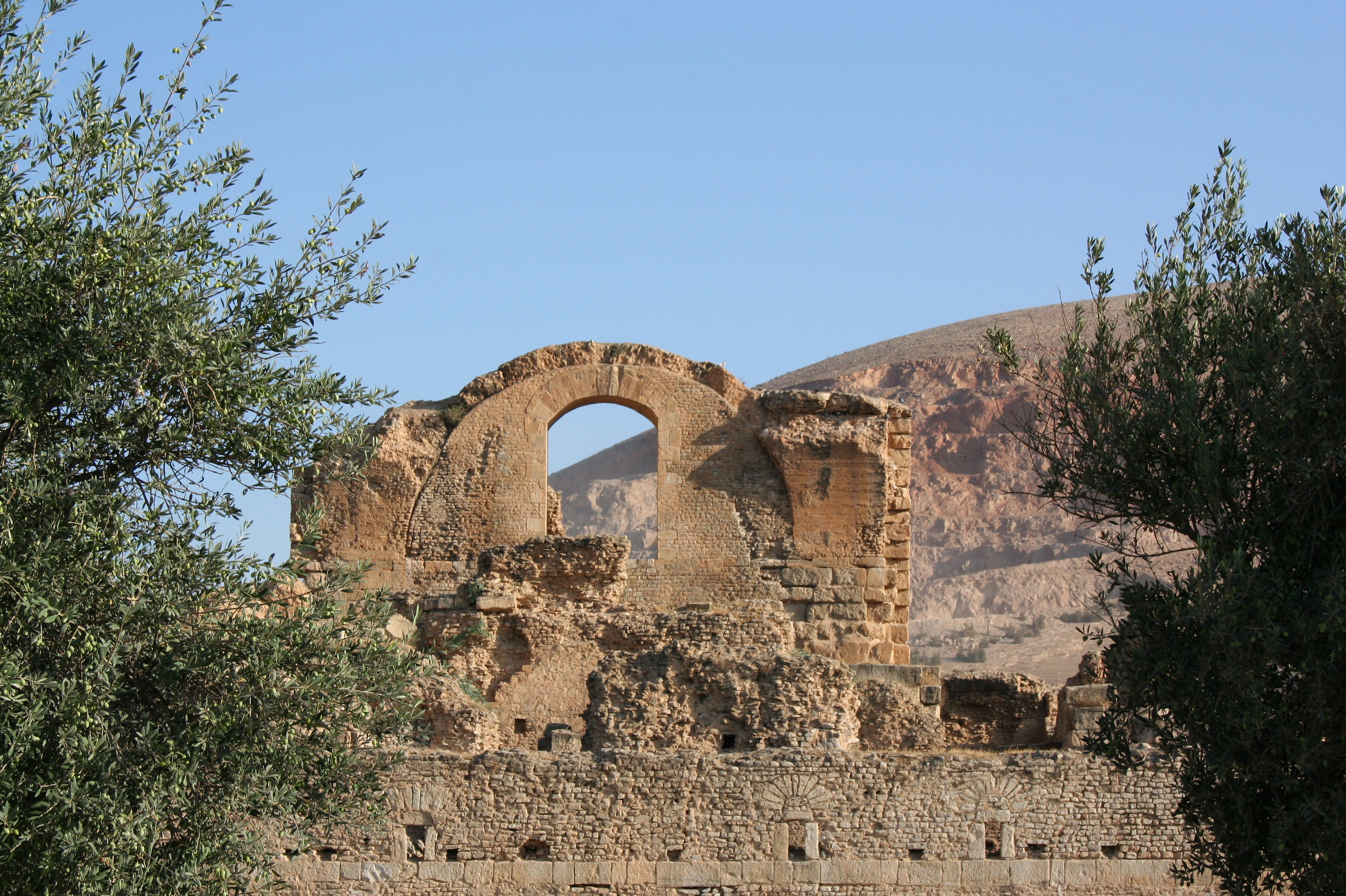
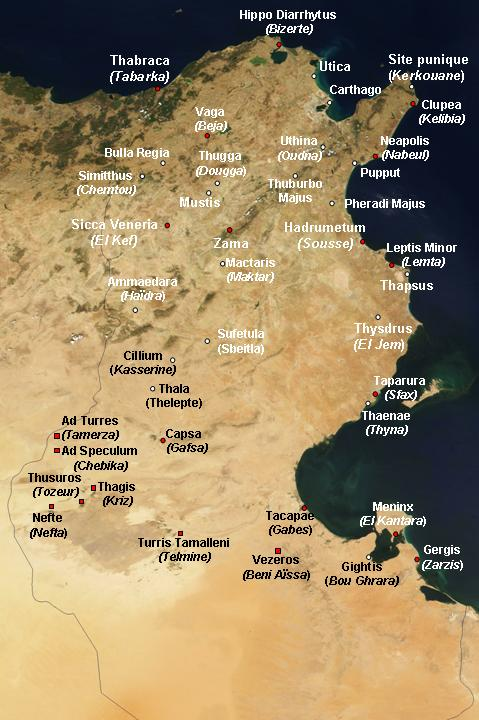
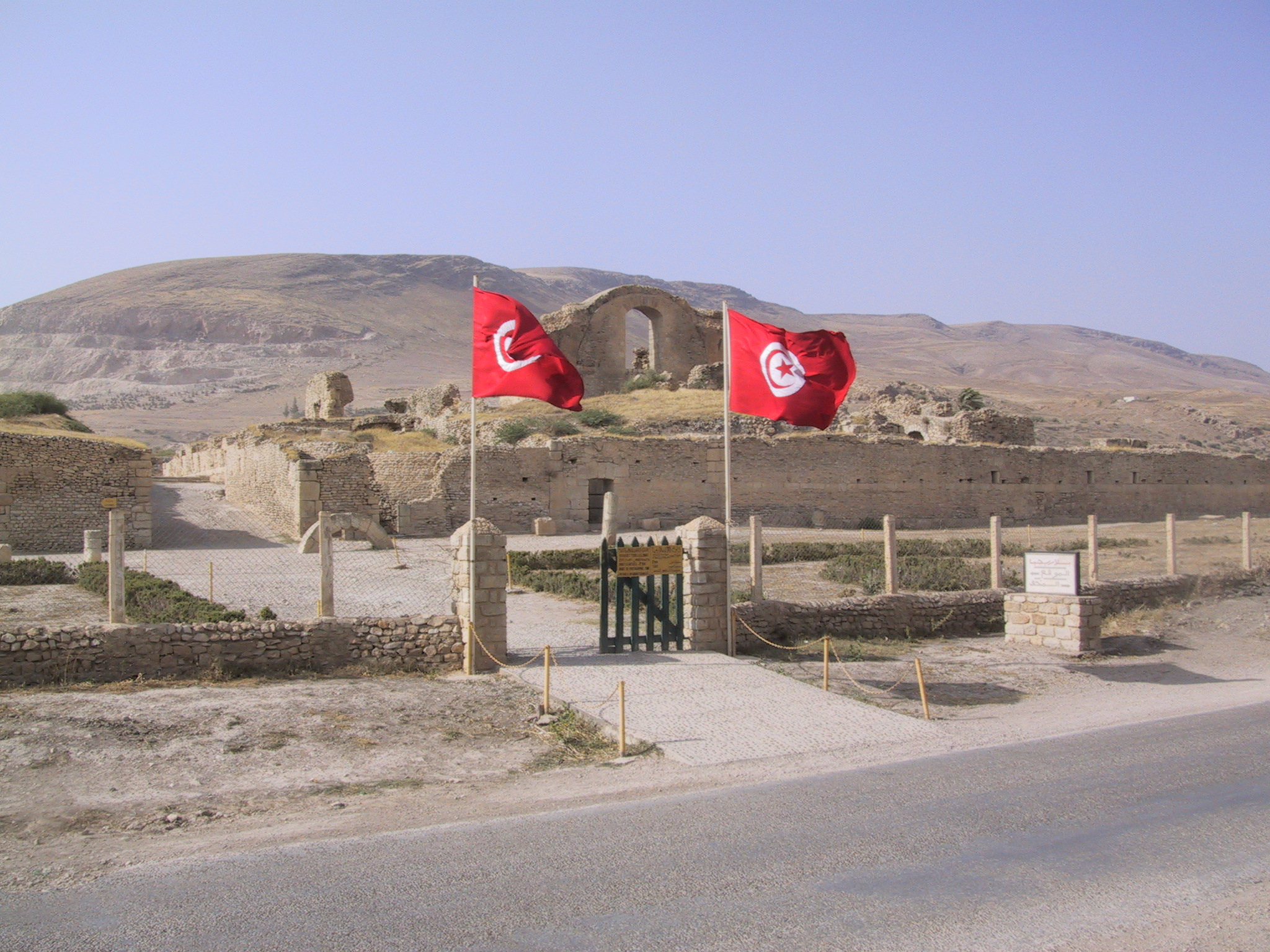
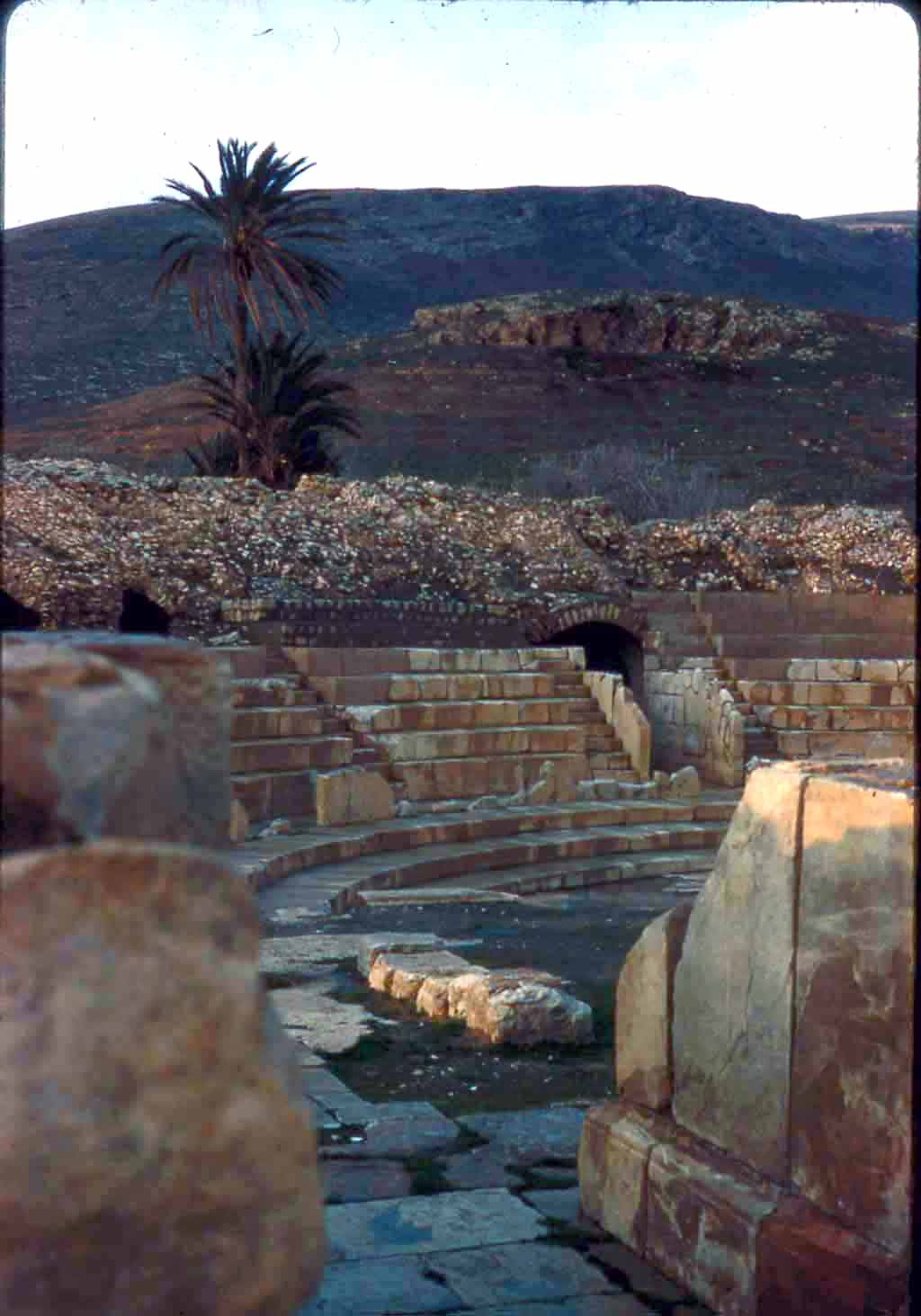
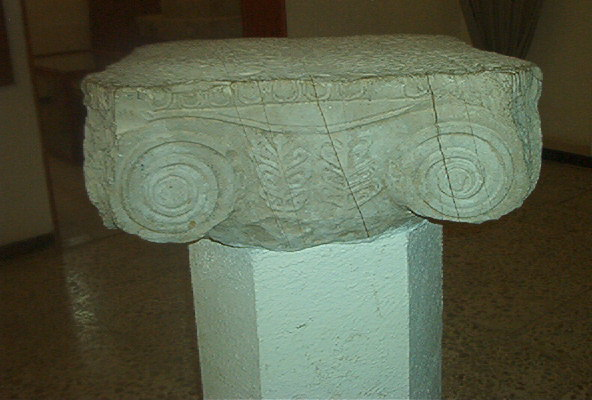
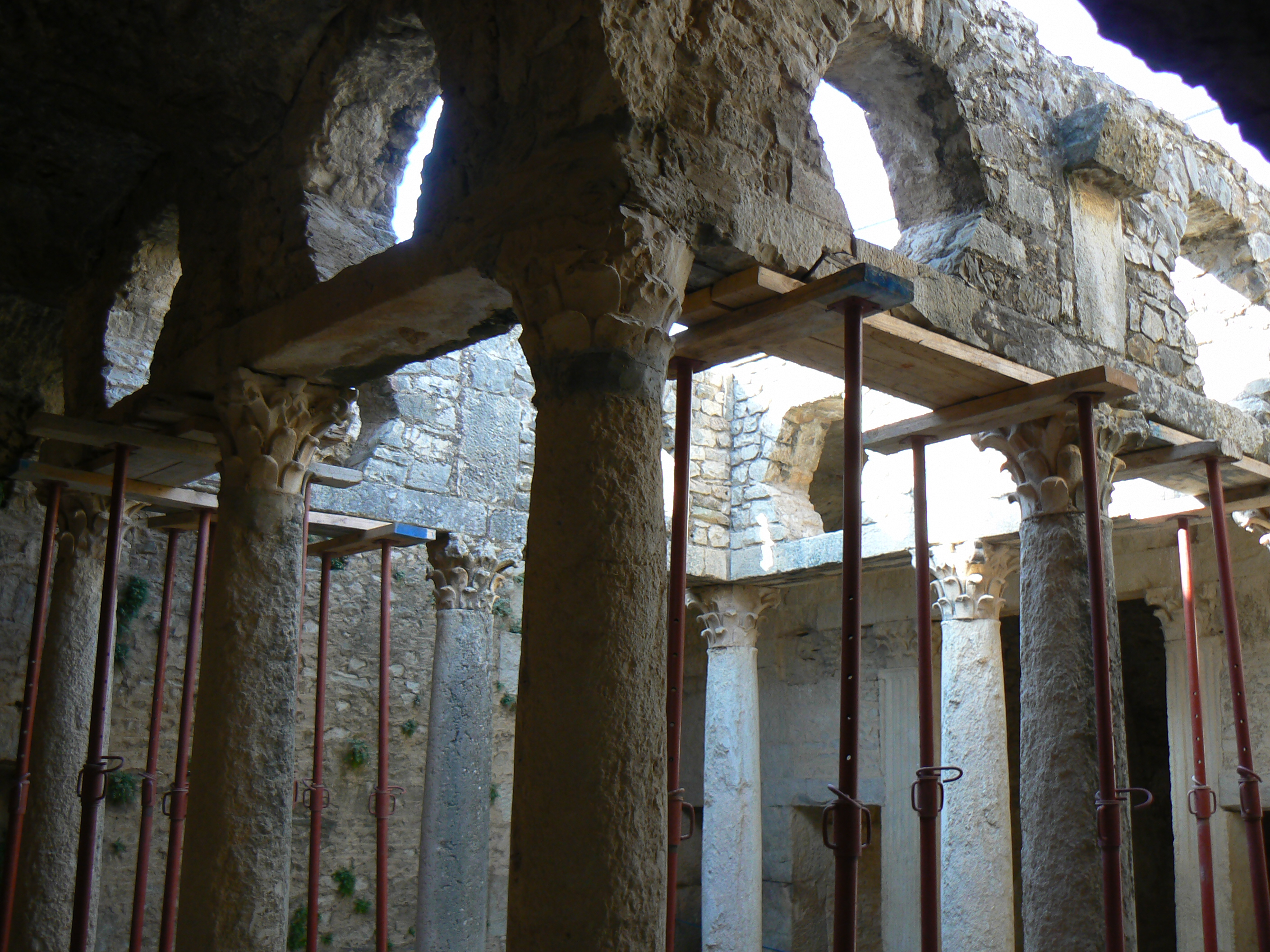
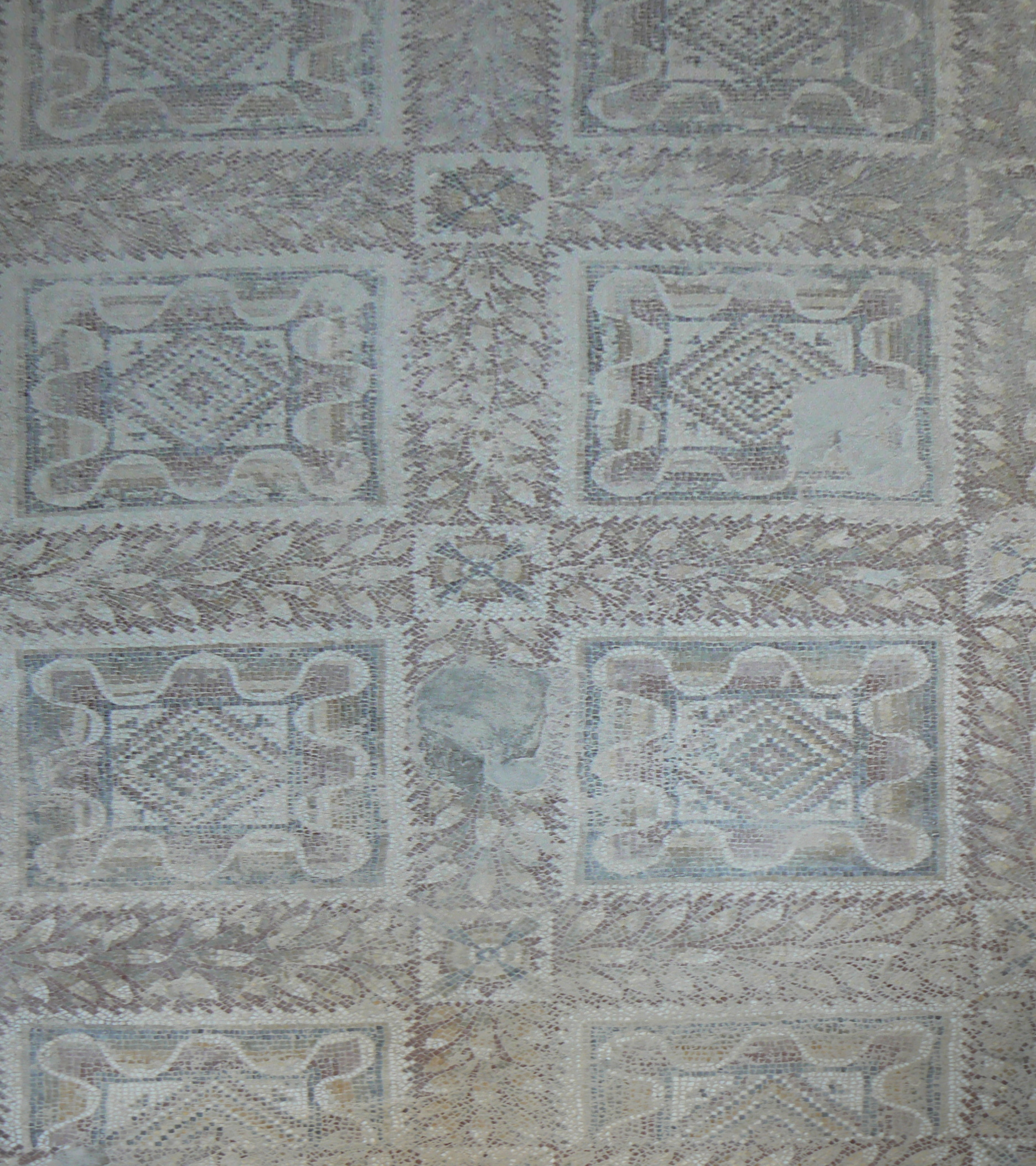
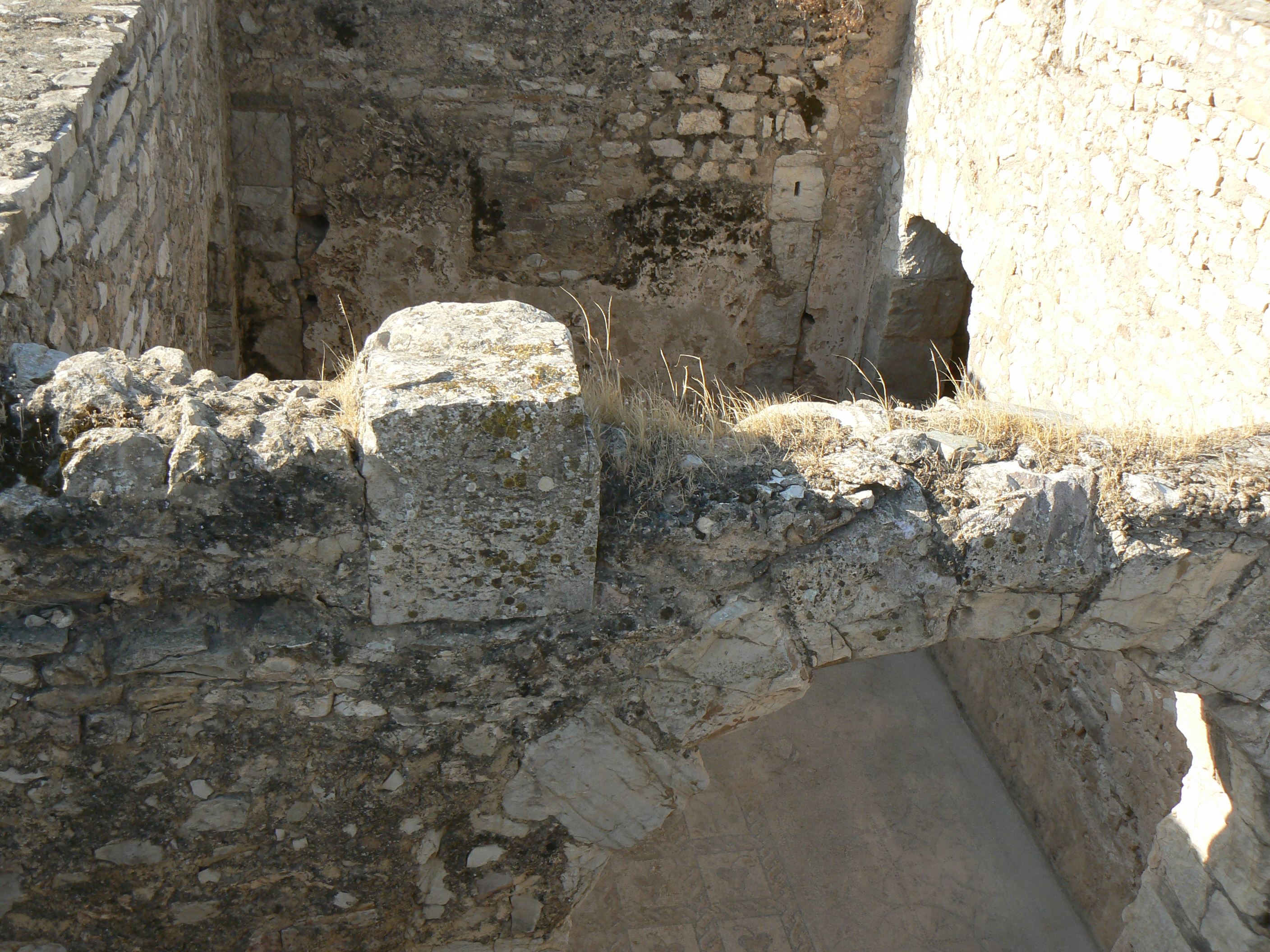
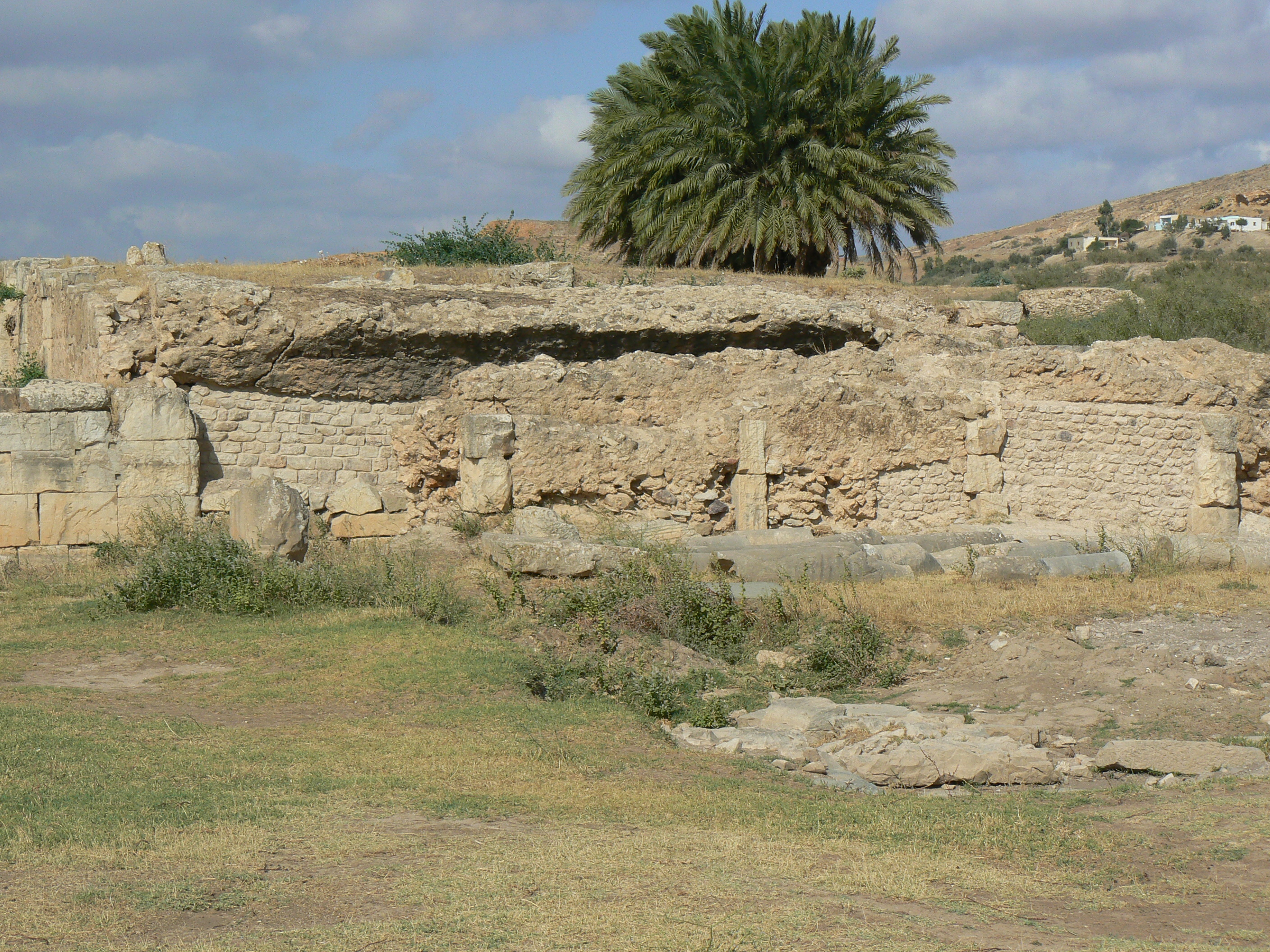
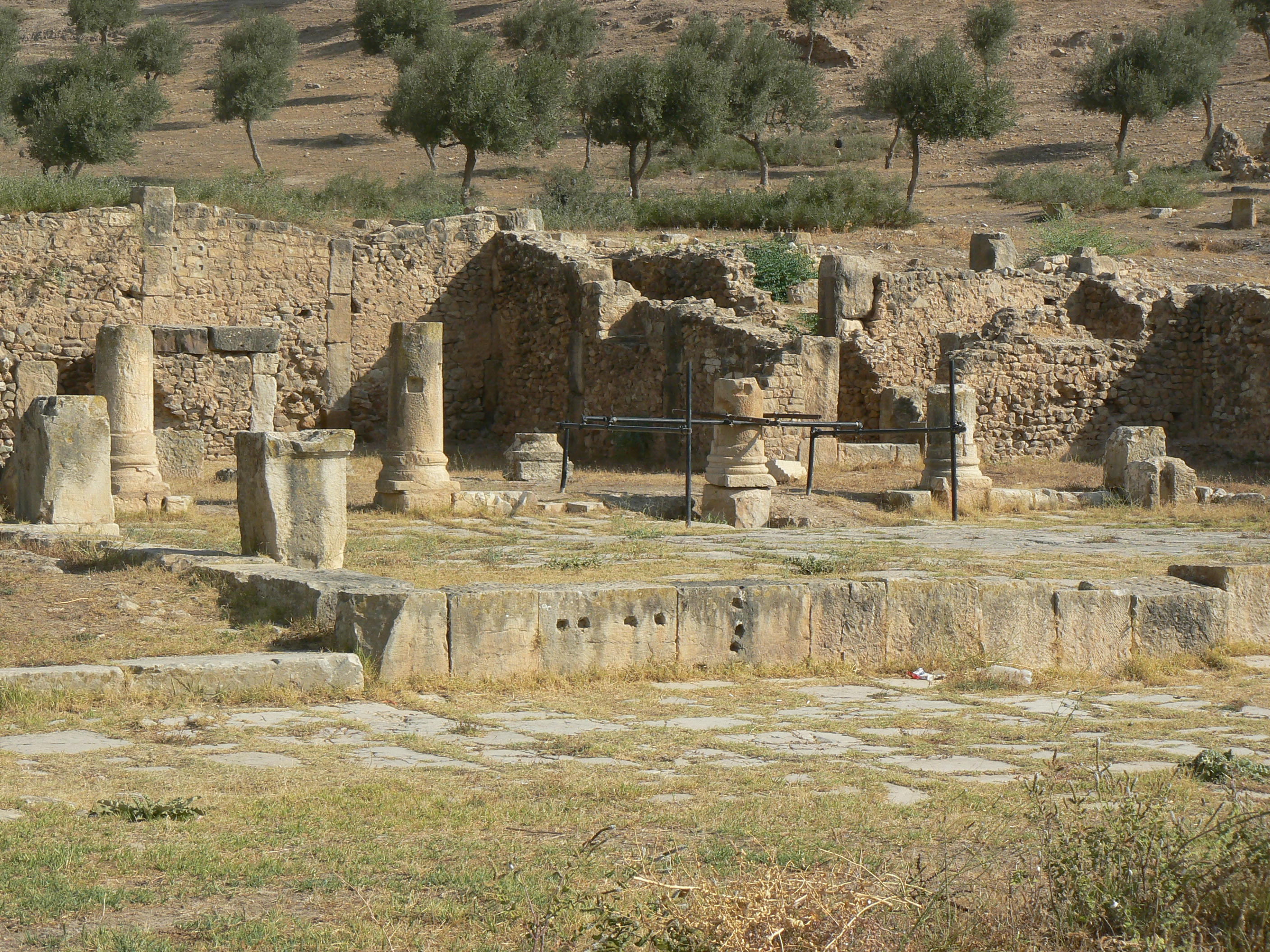
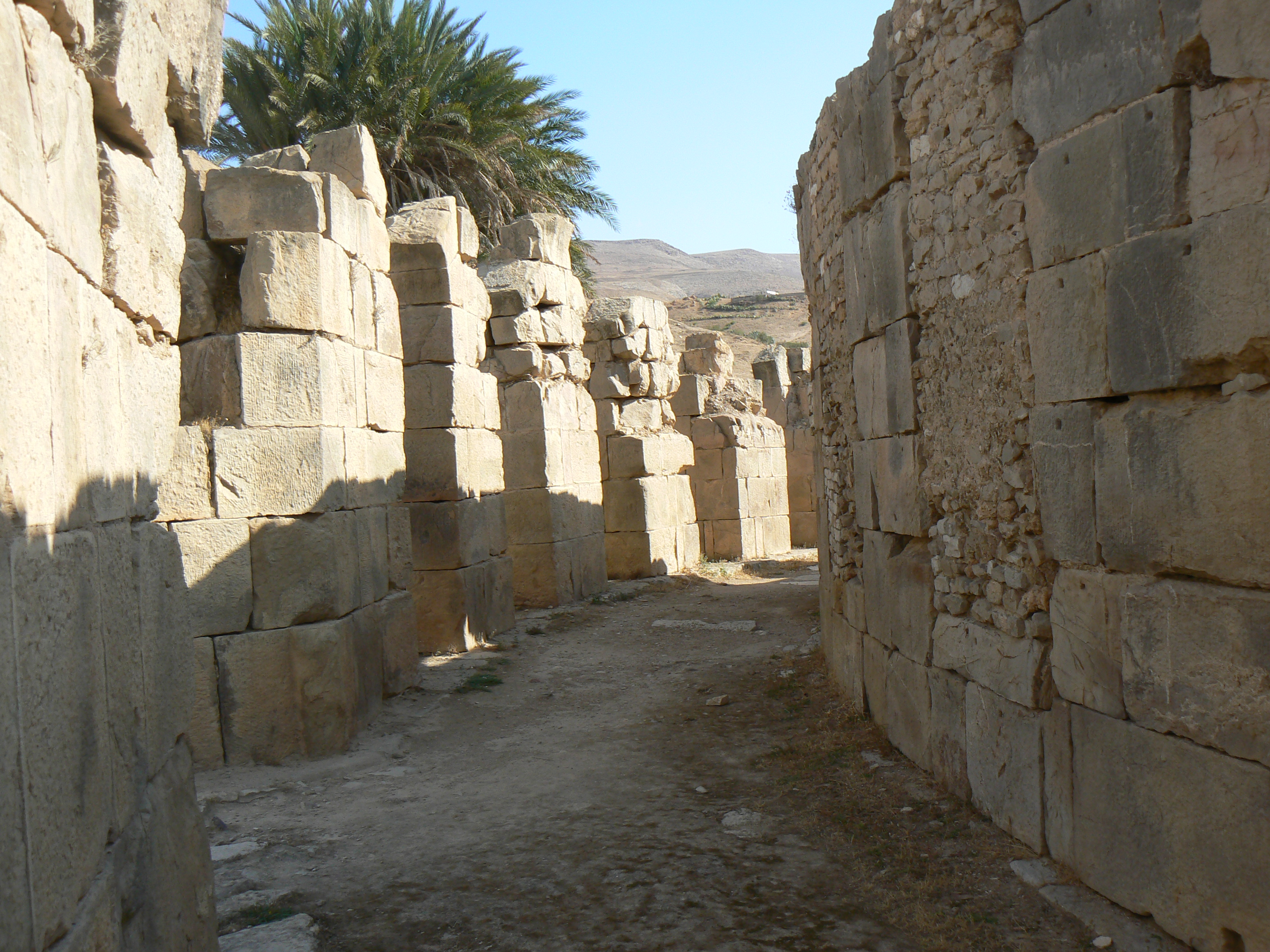
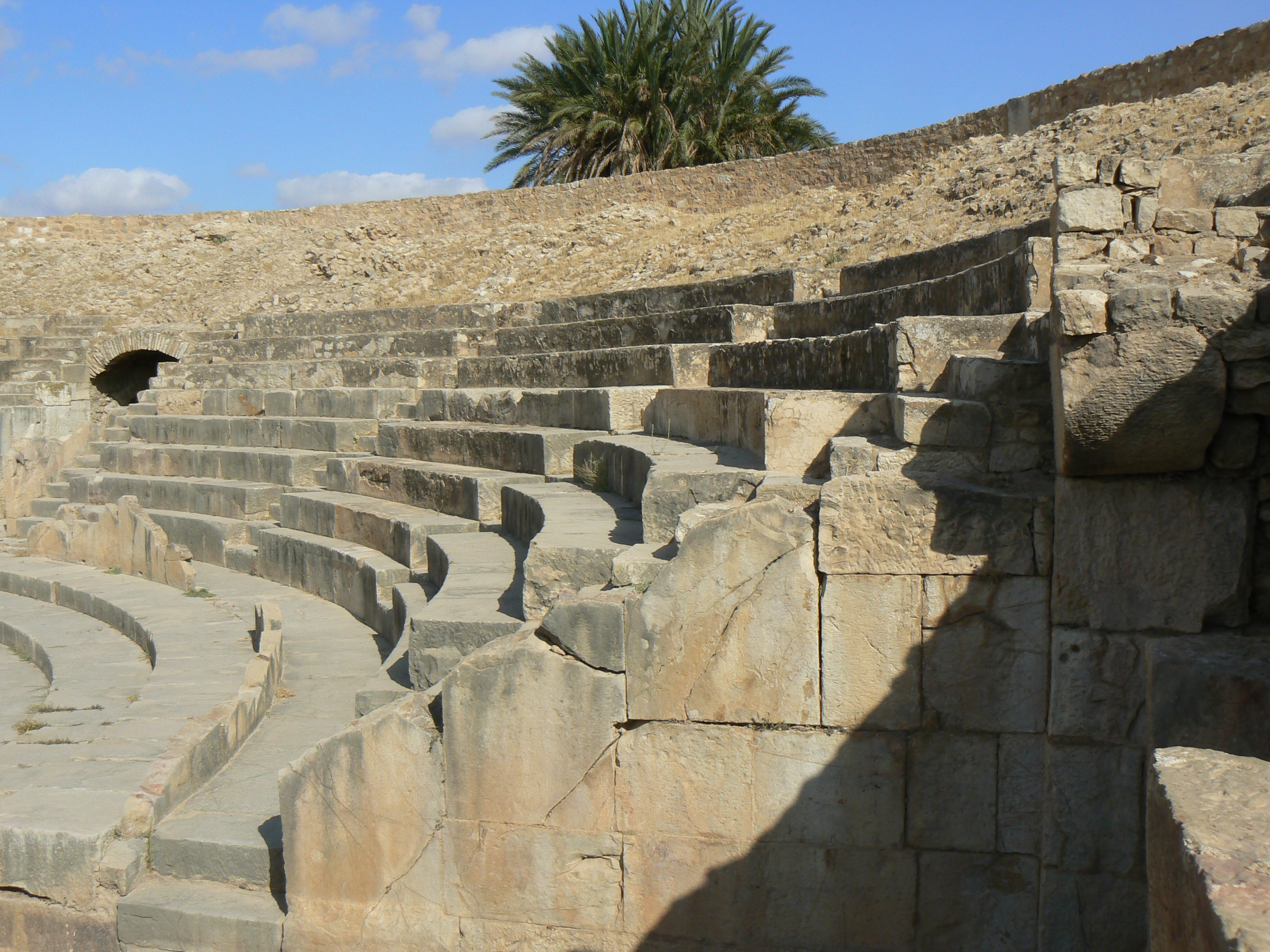
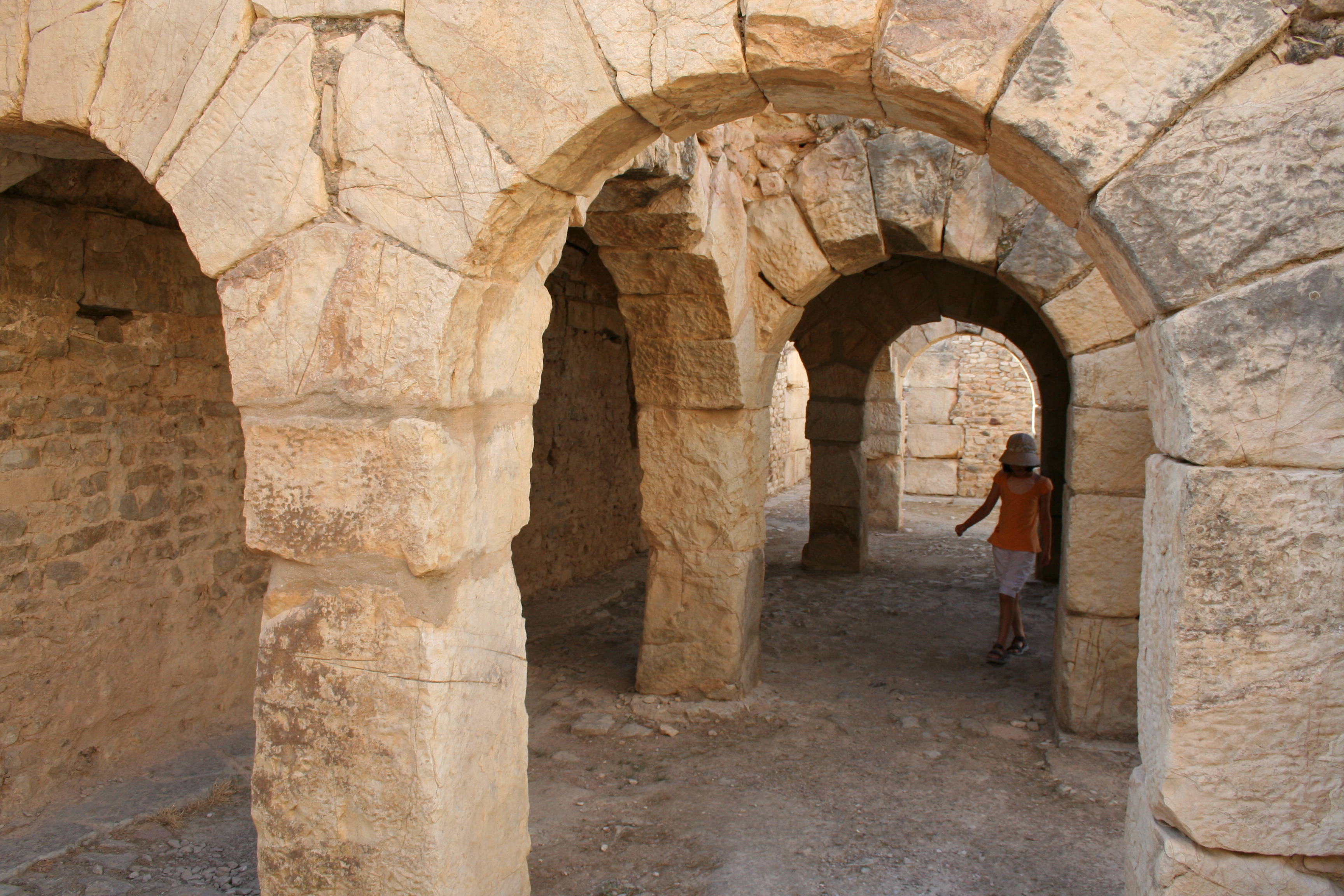
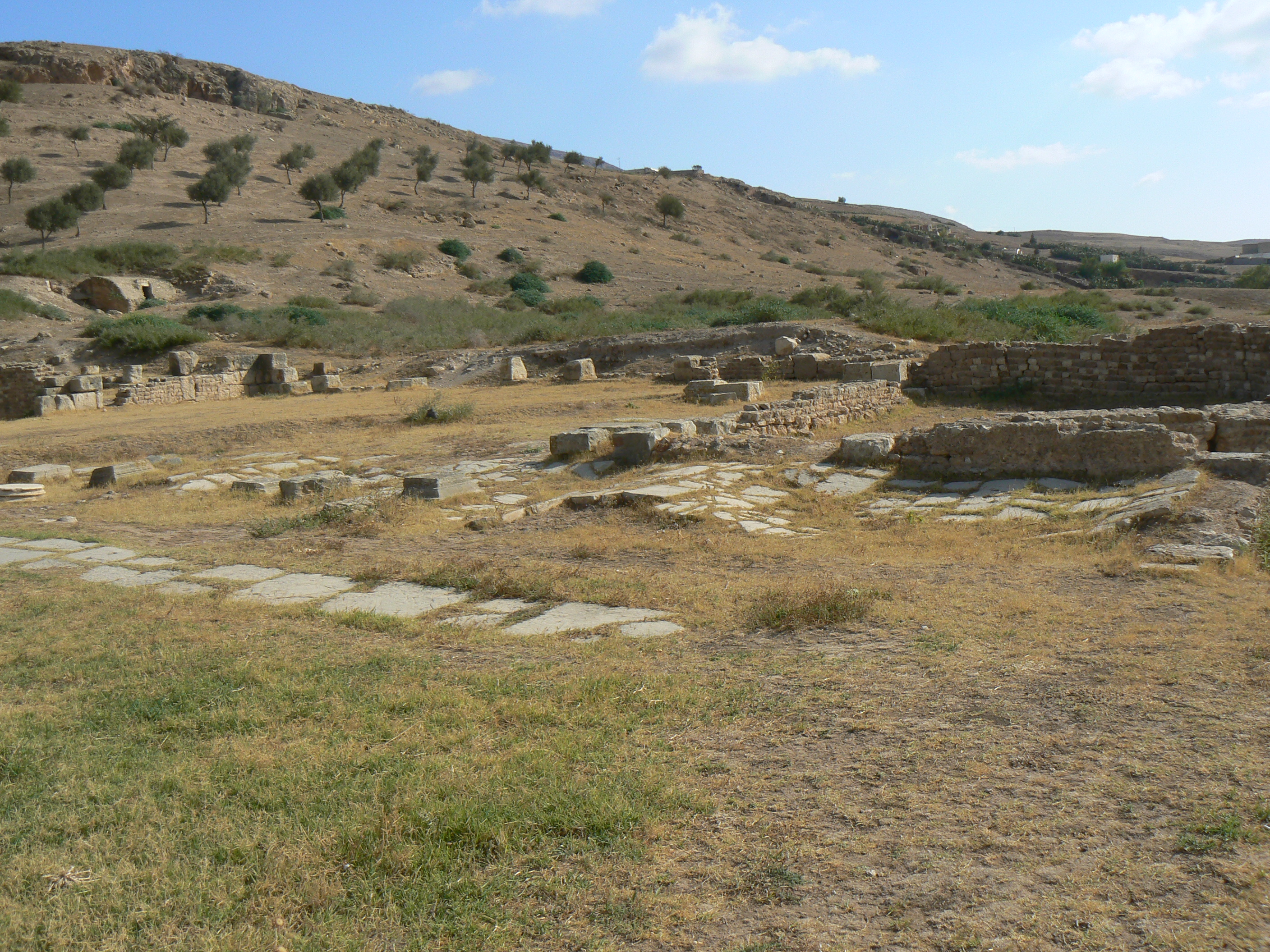